# 日影丈吉
日影丈吉（ひかげ じょうきち、1908年6月12日—1991年9月22日）是日本小說家、推理作家、翻譯家。東京府東京市深川區（現江東區）出身。本名片岡十一。作品充滿幻想的風格，代表作有偵探右京慎策系列等，也有以台灣為舞台的短篇小說。

## 經歷
1908年（明治41年），生於東京府東京市深川區深川木場町（現・東京都江東區木場一丁目）。1917年（大正6年），進入神田的明治中學。14歲開始，在語學教室『Athénée Français』學習外文，同時也在『川端畫學校』學習西洋畫。畢業後，留學法國。歸國後，從事法語教學等職。1943年（昭和18年），太平洋戰爭中受徵召，作為近衛搜索連隊駐屯台灣，在台灣迎接終戰。
1949年（昭和24年），在寶石社刊行的偵探小說專門雜誌『寶石』投稿偵探小說，受江戶川亂步賞識而入選。1954年（昭和29年），接收『探偵俱樂部』雜誌等的邀稿，正式開始作家活動。
1956年（昭和31年），獲得第9回日本偵探作家俱樂部賞（現・日本推理作家協會賞）。1955年，擔任日本偵探作家俱樂部書記長之後，歷任幹事長、副會長、理事。
連作小說有以明治時代為舞台的右京慎策系列，以及春日檢事系列。長篇小說有「內部的真相」等、短篇小說有「貓之泉」「吸血鬼」等。

## 作品

### 長篇小說
- 內部的真相（内部の真実，1959年 講談社Novels / 2017年 創元推理文庫 / 2023年3月 衛城出版）
- 應家的人們
- 女之家
- 一丁倫敦殺人事件
- 地獄時計

等

### 短篇小說
- 暗黑回歸
- 華麗島志奇（華麗島志奇，2023年7月 衛城出版）
  - 收錄作品： 眠床鬼 / 彩虹 /  引發風波的屍體 /  篝火 / 消失的房屋 / 天仙宮的審判日 / 月光 / 吃人鬼
- 媽祖的贈品

等

### 翻譯
- 黃色房間之謎
- 歌劇魅影

等

## 注
1. ↑  戶籍上是6月12日生，但是，實際上是11日生，所以命名為十一。

## 關連項目
- 江戶川亂步
- 澁澤龍彥

## 外部連結
- 別冊宝石総目録 （页面存档备份，存于）
- 日影丈吉の部屋